# Jaroslav Róna
Jaroslav Róna (* 27. dubna 1957 Praha) je český sochař a malíř, keramik, umělecký sklář, grafik, scénograf, literát a amatérský herec.

## Život
Vyrůstal v normalizačních sedmdesátých letech. Když ho nepřijali na výtvarnou školu, odešel jako patnáctiletý do učňovského střediska v Hlinsku, kde se vyučil kožešníkem. Tam se také začal zajímat o dráhu výtvarného umělce, maloval první obrazy a posléze, v osmnácti letech, byl přijat na Střední výtvarnou školu na Hollarově náměstí v Praze. Od té doby se nezabýval ničím jiným než výtvarným uměním, literaturou a filmy. Velmi se inspiroval dílem takových umělců, jako byli Edvard Munch, Oskar Kokoschka, Max Beckmann, Egon Schiele, Pablo Picasso.
Po úspěšném absolvování střední školy byl přijat na Vysokou školu uměleckoprůmyslovou v Praze (obor Sklářské výtvarnictví pod vedením profesora Stanislava Libenského). V roce 1984 ukončil VŠUP diplomovou prací Velký a malý pes, dvojicí rozměrných skleněných zvířecích skulptur v kovové konstrukci (nyní ve sbírce Národní galerie a Galerie hlavního města Prahy). Spolu s přítelem Tomášem Vorlem napsal divadelní hru Malý nezbeda. Hru nakonec i sám režíroval a několik let byla uváděna v Branickém divadle pantomimy, kde byla neustále vyprodána.
Roku 1987 mu nešťastnou náhodou vyhořel ateliér. Na poslední chvíli vyběhl z hořícího ateliéru a zachránil si život. Téhož roku spoluzaložil výtvarnou skupinu Tvrdohlaví (1987–1992; spolu s malíři Jiřím Davidem, Stanislavem Divišem a Petrem Niklem, sochaři Michalem Gabrielem, Zdeňkem Lhotským, Stefanem Milkovem, Františkem Skálou, Čestmírem Suškou a organizátorem Václavem Marhoulem). Uspořádali výstavu v Lidovém domě v Praze 9. Cestoval po Itálii. Vrátil se přímo do samotného dění sametové revoluce (1989), angažoval se v propagačním centru v Mánesu, kde kreslil revoluční letáky.
Po krátké revoluční pauze se opět věnoval malířství a sochařství. V roce 1991 pracoval na scénických návrzích pro film Amerika, jenž vznikl na základě knihy Franze Kafky Nezvěstný (za tuto práci byl nominován na Českého lva). Po revoluci se otevřely brány do celého světa, a tak Róna cestoval do Mexika, Izraele, Francie, Indonésie, Řecka, Španělska, Portugalska, Skotska, Indie a na Kanárské ostrovy. V této době se opět začal soustřeďovat na modelování. Jeho monumentální sochařská díla se vyjímají na Pražském hradě (Podobenství s lebkou), na zámku Klenová u Klatov (Rytíř s drakem, Sépie), v Agios Nikolaos na Krétě (Labyrint).
Jeto tvorba se pravidelně přiklání k sochařství nebo k malířství. Pravidelně vystavuje na domácích i zahraničních výstavách. Zatím jeho nejdůležitější výstava se konala na přelomu let 1997/1998 v Domě U Kamenného zvonu v Praze.
Obnovil vztah s Františkem Skálou a Alešem Najbrtem a vytvořil komickou skupinu Tros Sketos, pravidelně vystupoval v Divadle Sklep, v roce 2002 složil znělku Mezinárodního filmového festivalu v Karlových Varech.
V roce 2001 vytvořil scénu ke hře F. Schillera Úklady a láska pro divadlo Na zábradlí (režie J. A. Pitínský)
V roce 2000 byl Róna vyzván Společností Franze Kafky k účasti v soutěži na pomník Franze Kafky. Soutěž vyhrál a v roce 2003 byl pomník odhalen na Starém Městě pražském. V letech 2005 –2024 pracoval jako vedoucí pedagog ateliéru sochařství I na Akademii výtvarných umění v Praze, se svým asistentem Michalem Cimalou.
Byl o něm natočen dokumentární film Odvaha (2016) režírovaný Pavlem Štinglem.

## Život a dílo v datech
- 1963 až 1972 Základní devítiletá škola v Praze
- 1972 až 1975 Odborné učiliště Kara Hlinsko (obor kožešník)
- 1975 až 1978 Střední odborná škola výtvarná v Praze, Hollarovo náměstí
- 1978 až 1984 Vysoká škola uměleckoprůmyslová v Praze, obor sklářské výtvarnictví – prof. Stanislav Libenský
- 1984 spoluautor s T. Vorlem a režisér divadelní hry Malý nezbeda, divadlo Mimoza; stává se členem generačního divadelního hnutí Pražská pětka
- 1985 asistent prof. Libenského na letní sklářské škole, Pilchuck, USA
- 1987 hostující umělec na letní sklářské škole, Pilchuck, USA
- 1987 spoluzakládá uměleckou skupinu Tvrdohlaví
- 1989 realizuje čtyři malované vitraje Průřez zemskou kůrou, dům Oční optiky Praha
- 1990 realizuje monumentální mozaiky Noc a den, Nové Butovice – Praha
- 1991 realizace do architektury, plastika Oskar, Praha – Jižní město
- 1992 realizace plastiky Labyrint, Hotel Minos beach, Kréta; Výtvarné řešení Michálkova filmu Amerika podle F. Kafky, nominován na Českého lva
- 1994 realizace sochy Rytíř s drakem, zámek Klenová u Klatov
- 1996 realizace sochy Sépie, zámek Klenová u Klatov
- 1998 výstava v Domě u Kamenného zvonu v Praze
- 2001 výhra v soutěži na pomník spisovatele Franze Kafky; vytváří scénu ke hře F. Schillera – Úklady a láska do divadla Na zábradlí (režie J. A. Pitínský)
- 2003 odhalení pomníku Franze Kafky, získává Grand prix obce architektů; Vydává knihu kreseb a textů – Umanuté kresby (nakladatelství Torst)
- 2005 realizuje sochu Malý marťan, park Hadovka v Praze 6; je přijat na Akademii výtvarných umění v Praze jako vedoucí pedagog v oboru sochařství
- 2007 realizuje plastiku David a Goliáš na "Špalíček" v Chebu; Ilustruje novelu F. Kafky – Popis jednoho zápasu a získává ocenění bibliofilie roku od grafického spolku Hollar
- 2008 realizuje plastiku Mytická loď na bratislavské nábřeží; realizuje plastiku – lampu do Liberce
- 2015 realizace sochy Jošta Moravského v Brně na Moravském náměstí[1]
- 2020 realizace soch lva a lvice před Severočeským muzeem v Liberci[2]
- 2020 dokončení realizace desetimetrového „křížence sprchy a žirafy“ (červené žirafy) a její instalace v Praze na Pankráci[3]
- 2022 odhalení památníku Návrat kamenů na Starém židovském hřbitově na Žižkově[4]
- 2025 výstava Osvobozená plastika - Jaroslav Róna a jeho žáci, konaná v pražské Portheimce od 30.1. do 6. 4. 2025 uzavřela Rónovu pedagogickou praxi na AVU.

## Známá díla
- Pomník Franze Kafky – socha v Praze
- Čtenář v křesle – na Náměstí Franze Kafky v Praze
- Soška Anděla – cena Akademie populární hudby[5]
- Podobenství s lebkou – Pražský hrad
- Rytíř s drakem, Sépie – zámek Klenová u Klatov
- Oskar – Jižní Město, Praha
- Labyrint – Ágios Nikólaos, Kréta
- Sarkofág, Mořeplavci – Mikulov
- Malý Marťan – park Hadovka v Praze; Liberec – Ještěd
- Červená žirafa – Praha–Pankrác[3]
- Vítač uprchlíků – Praha, Smíchov, park před letohrádkem Portheimka

## Knihy
- Róna, Jaroslav – Půtová, Barbora. Apokalypsy a vize. Brno: Books & Pipes, 2023.[6]
- Róna, Olič J a kol., 2010, monografie 440 s., vyd. Gallery, Praha a Galerie výtvarného umění v Ostravě, ISBN 978-80-86990-34-7
- Umanuté kresby, Praha : Torst, 2002, ISBN 80-7215-173-8
- Osvobozená plastika - Jaroslav Róna a jeho žáci, Kristýna Jirátová. Katalog výstavy, Portheimka Praha 2025

## Vyznamenání
- Medaile Karla Kramáře

## Galerie

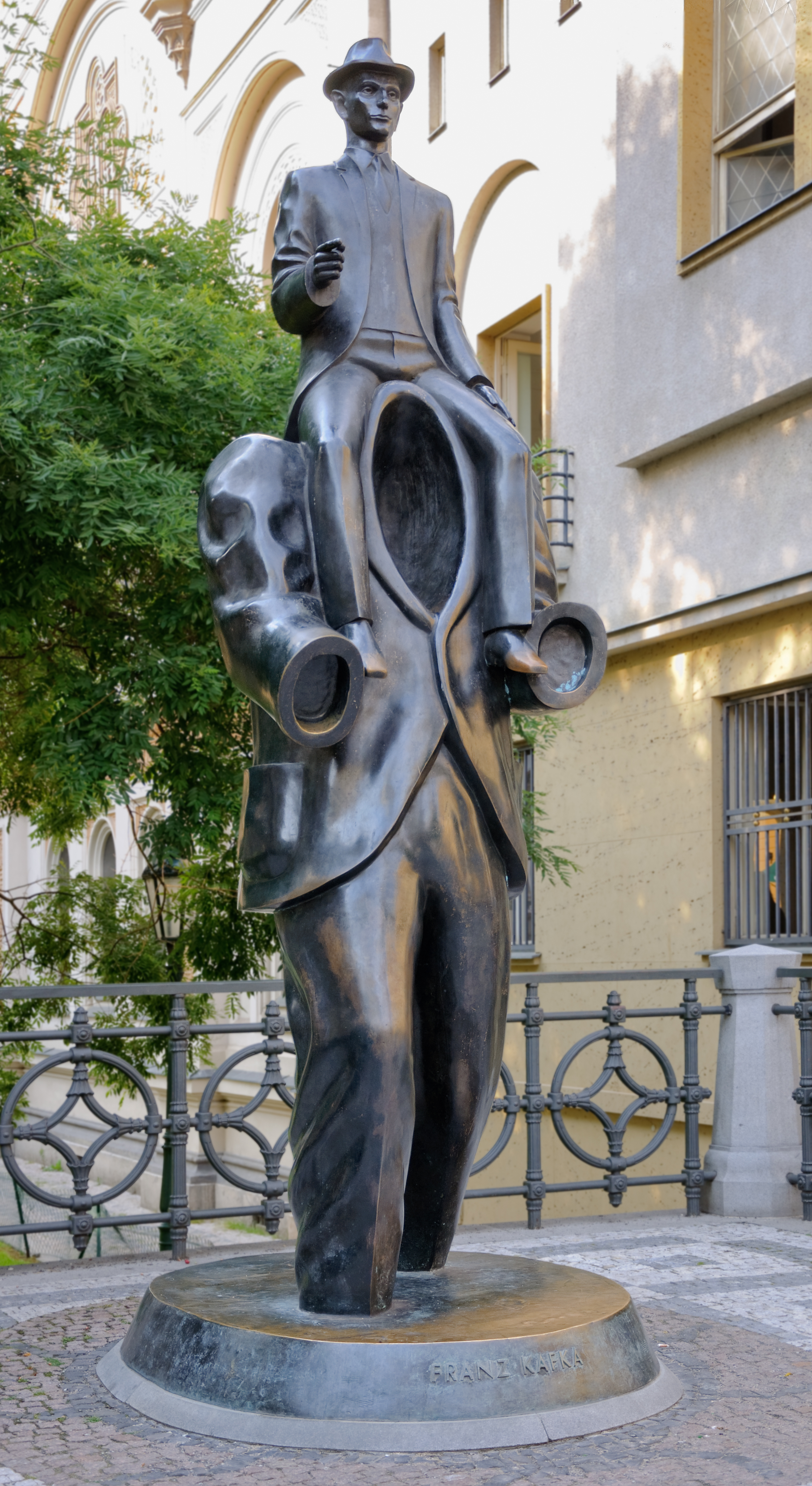
Pomník Franze Kafky
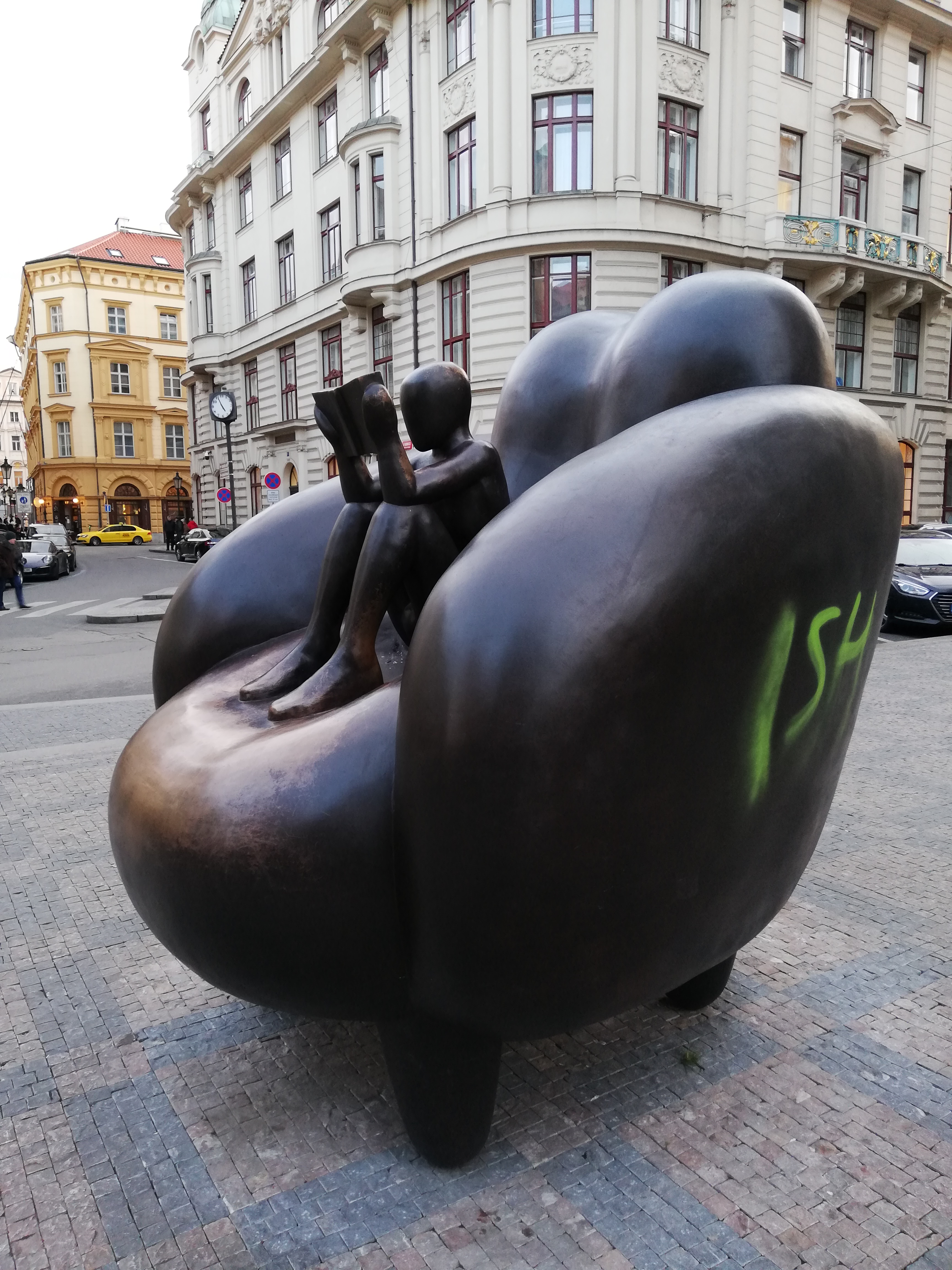
Čtenář v křesle, Praha 1, nám. Franze Kafky
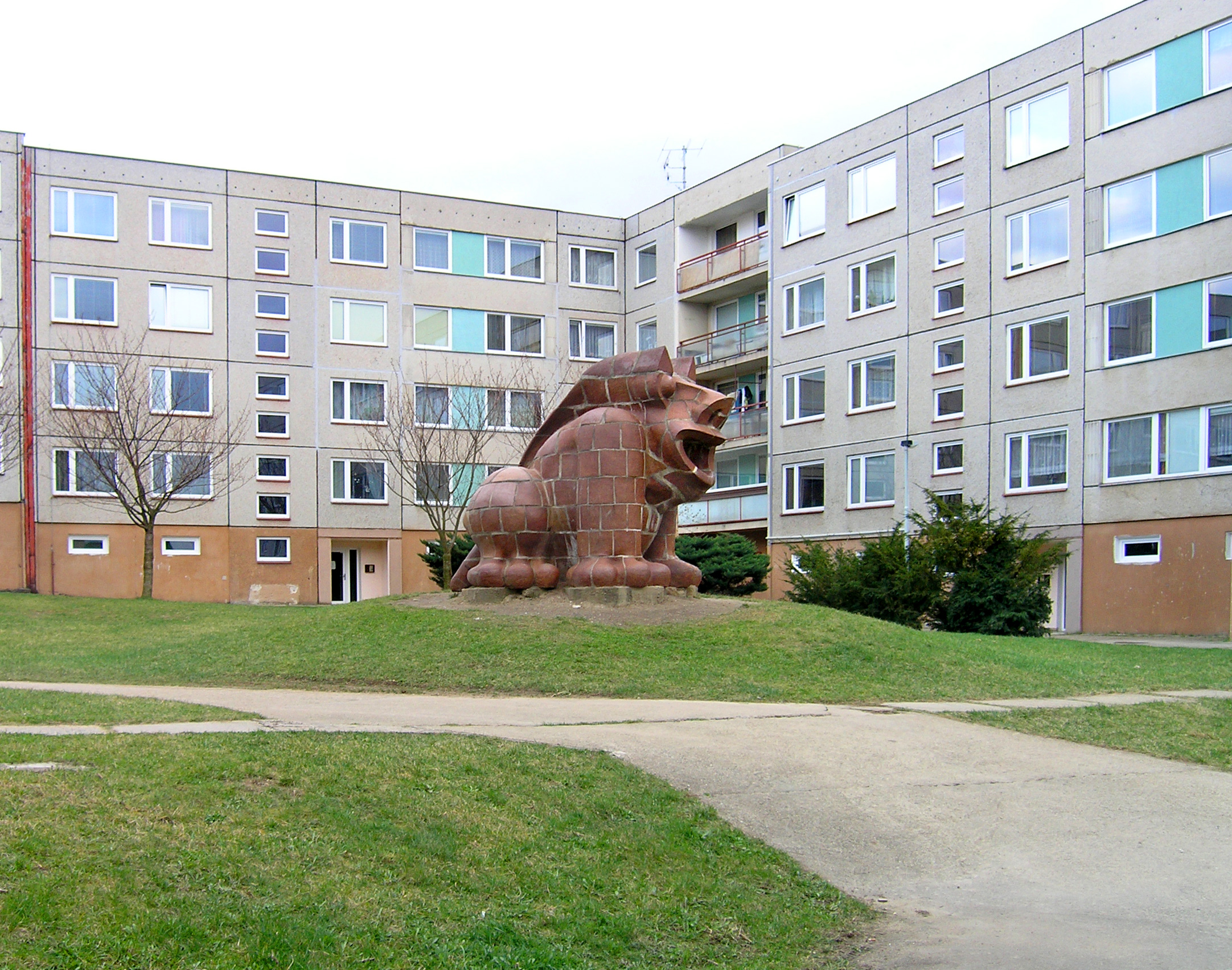
Oskar, Praha 11 - Chodov
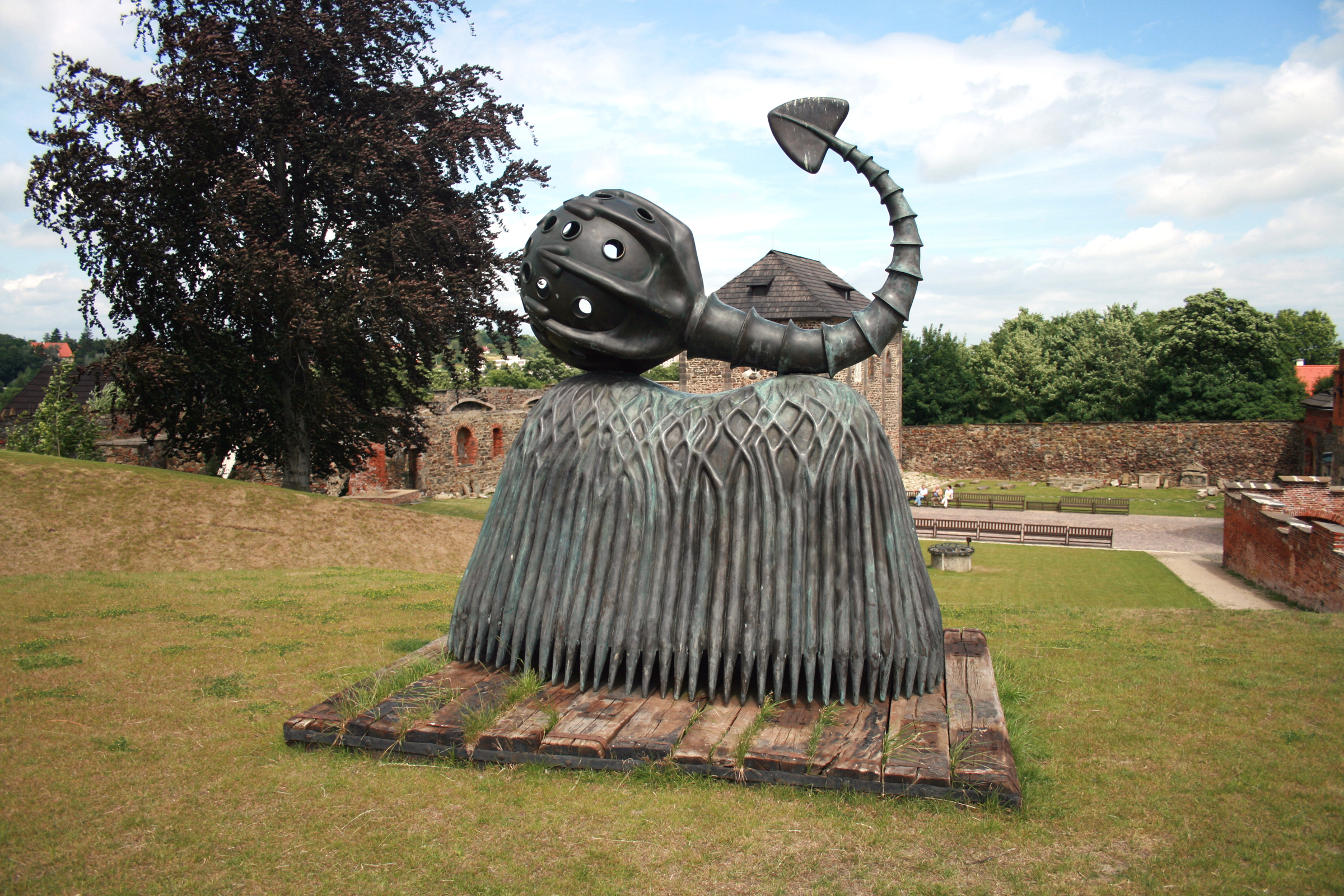
Sépie, chebský hrad
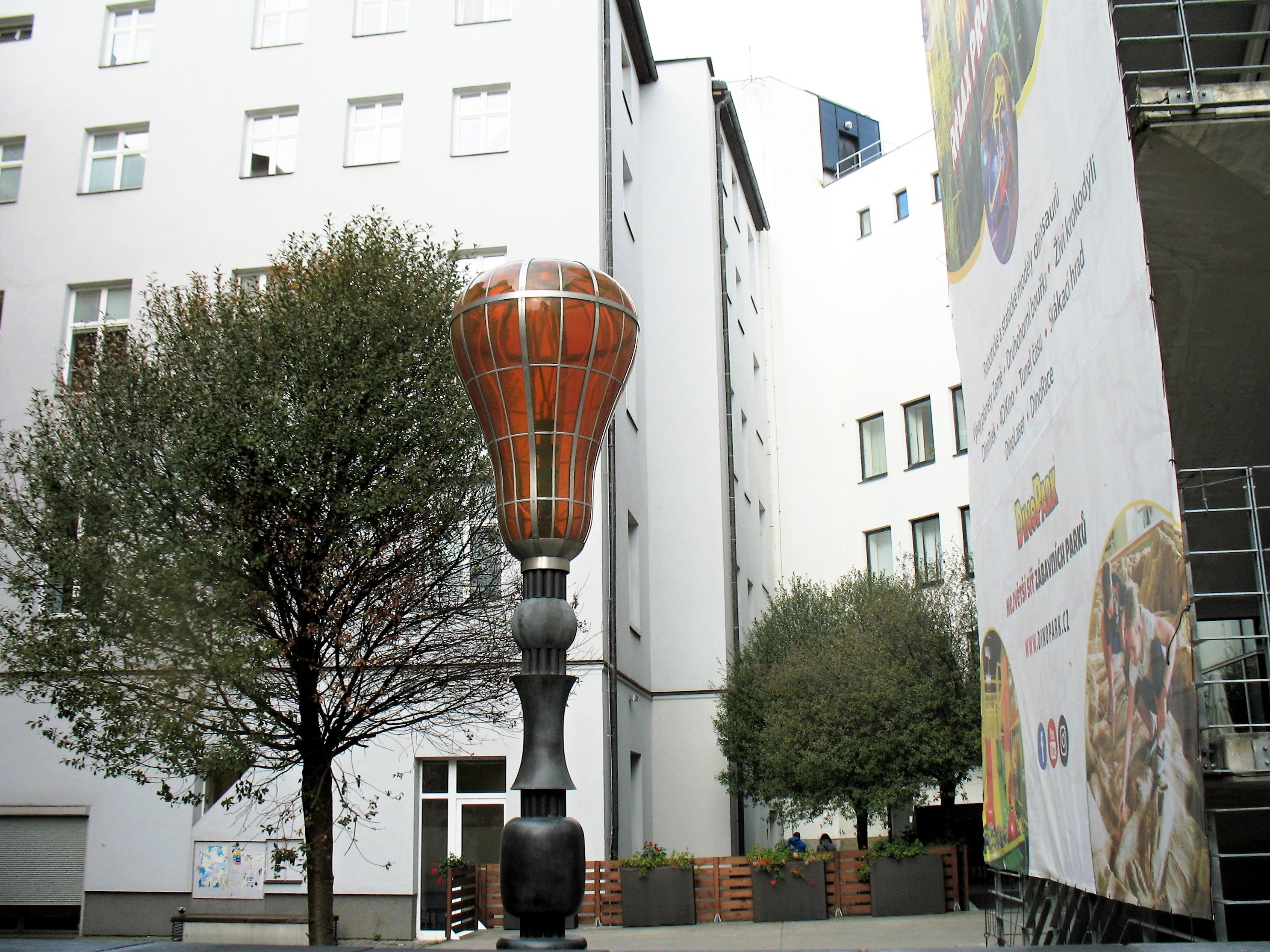
Lampa Edison, Liberec
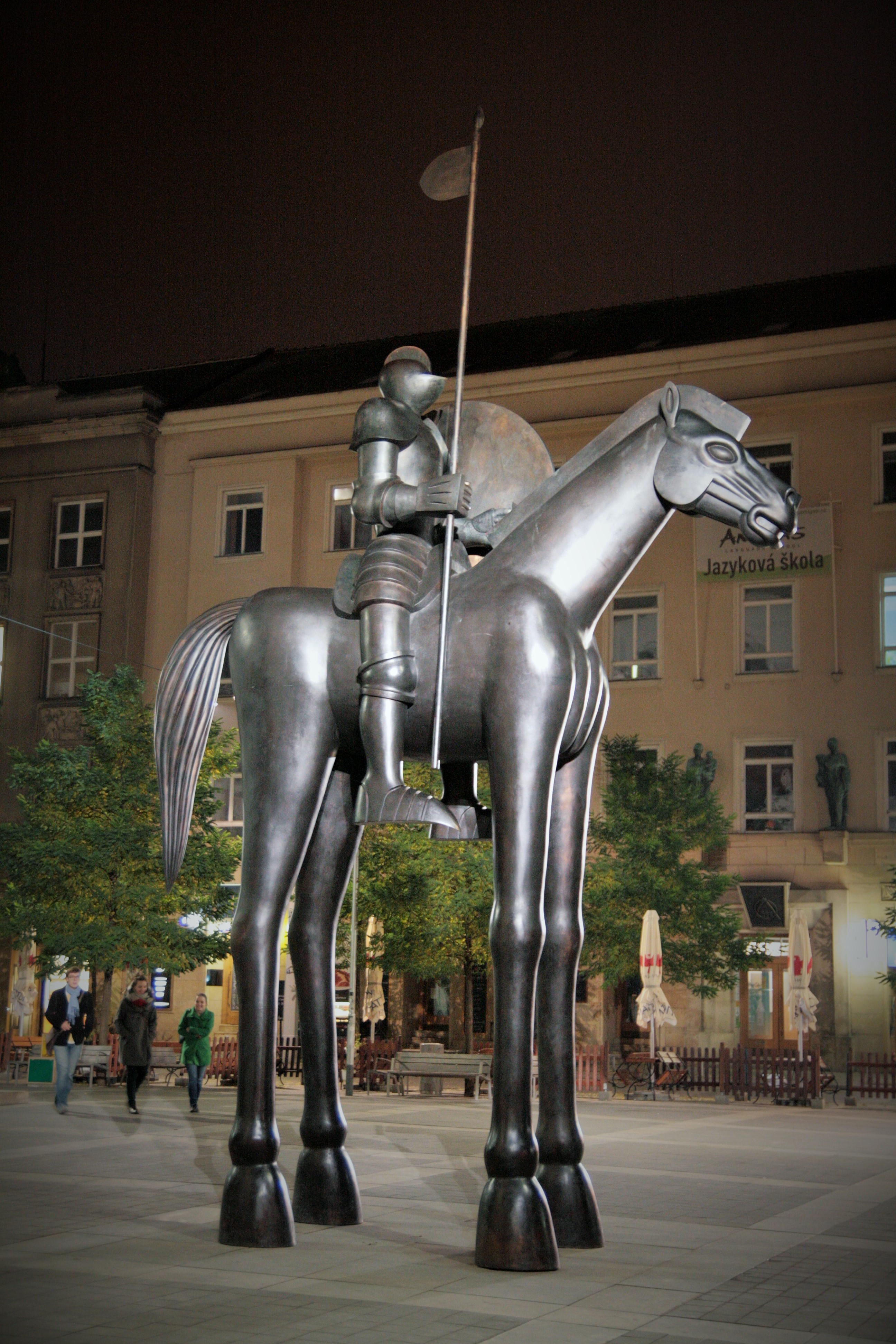
Odvaha (Jošt Lucemburský), Brno, Moravské náměstí
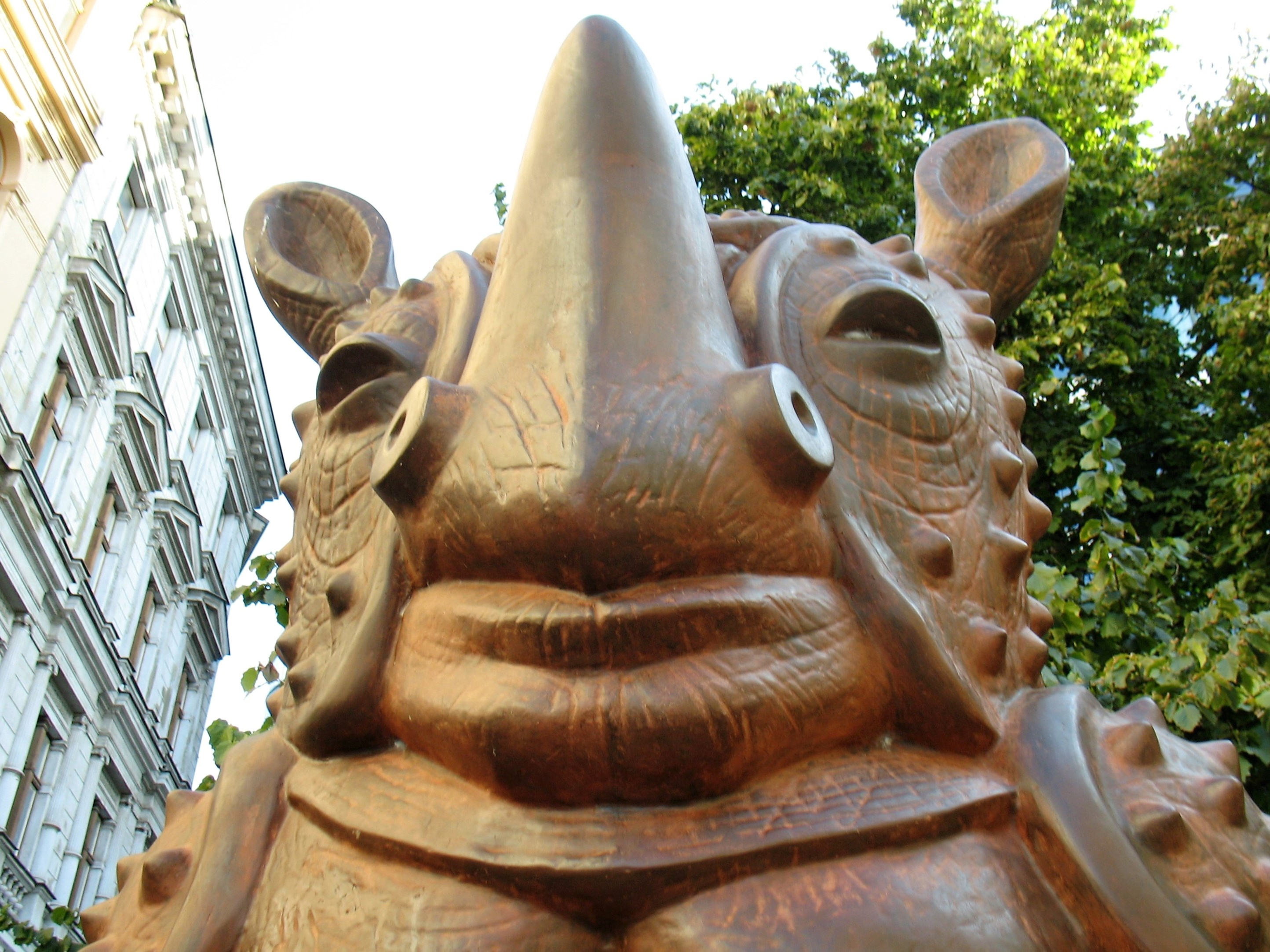
Nosorožec, Praha 1, Jungmannovo náměstí (detail)
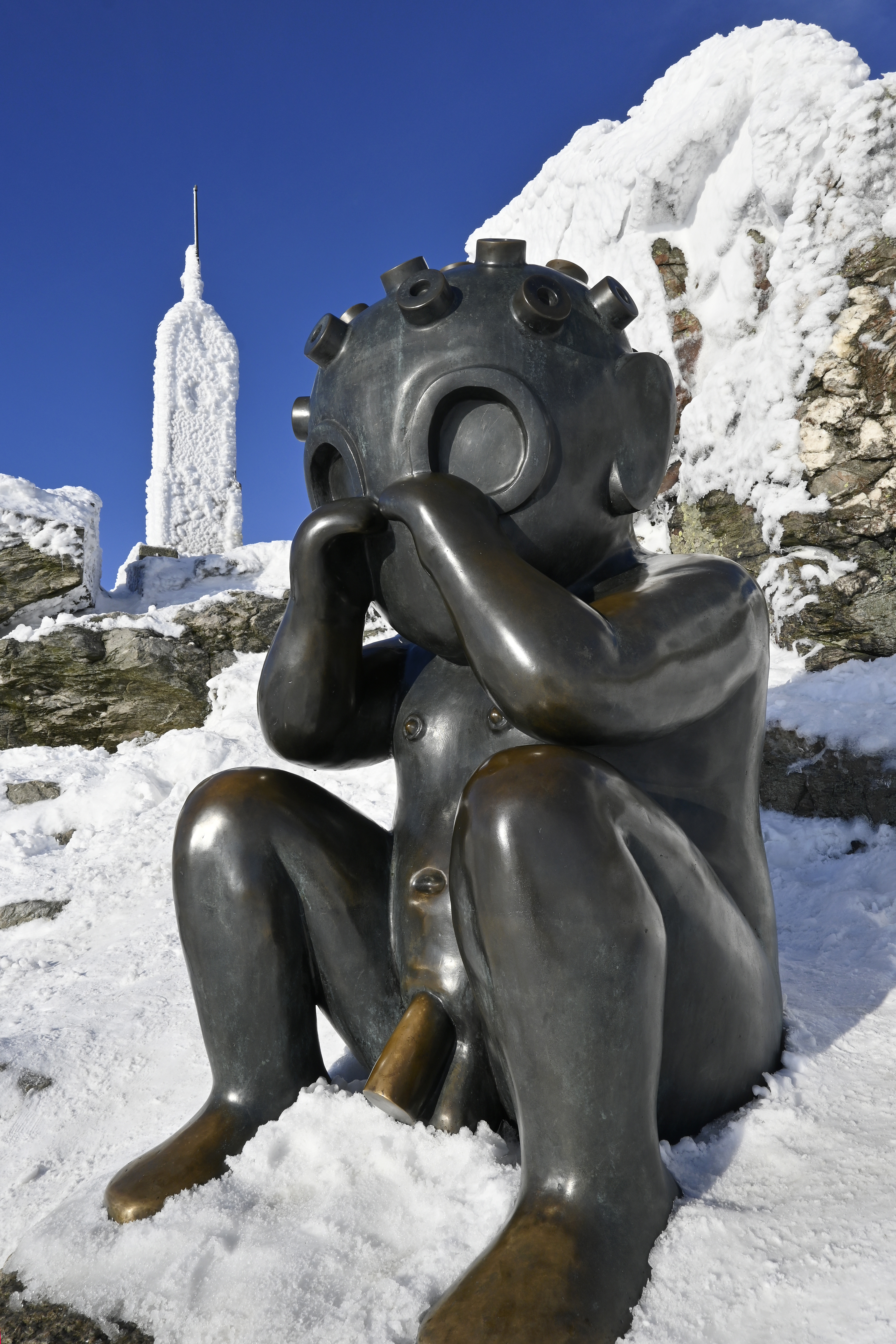
Dítě z marsu na Ještědu